# Dysgonia arcifera
Dysgonia arcifera is een vlinder uit de familie spinneruilen (Erebidae). De wetenschappelijke naam is voor het eerst geldig gepubliceerd in 1912 door Druce.
De soort komt voor in tropisch Afrika.